# Günter Eich

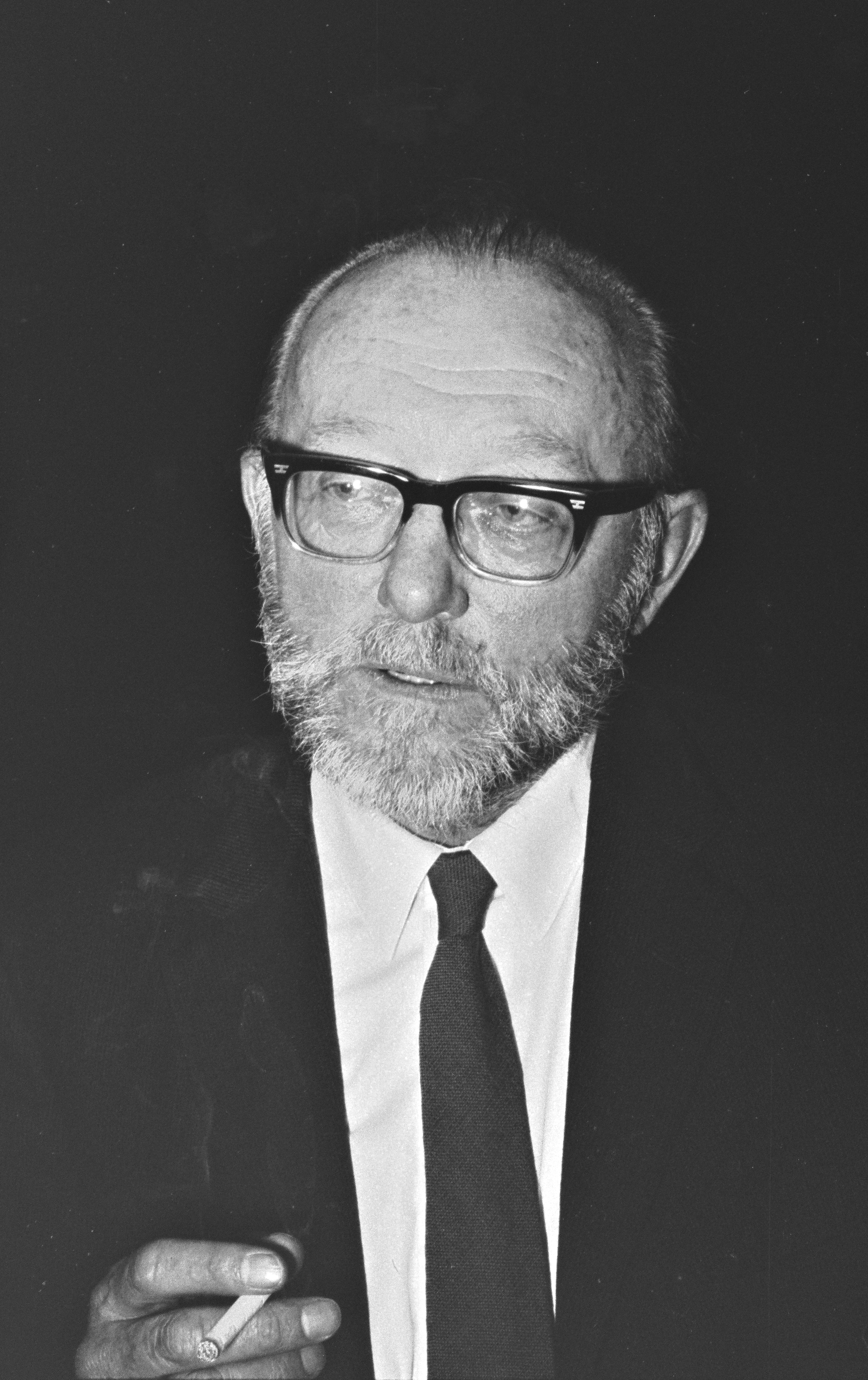
Günter Eich

Günter Eich (Lebus, 1 februari 1907 - Salzburg, 20 december 1972) was een Duits schrijver, dichter en hoorspelauteur.
Hij studeerde economie en sinologie in Berlijn, Leipzig en Parijs. Met zijn eerste dichtbundel die in 1930 verscheen, trok hij reeds aandacht. Hij behoorde toen tot een groep jonge auteurs die zich rond het tijdschrift Die Kolonne schaarden. Na de oorlog was hij een tijdlang krijgsgevangene van de Amerikanen. Zijn in 1947 gepubliceerde gedicht 'Inventur', waarin een man na de oorlog in een kale opsomming de inventaris opmaakt van zijn armzalige bezit, is een van de meest representatieve teksten van de zogenaamde Kaalslagliteratuur. 
Sinds zijn bundels Abgelegene Gehöfte (1948) en Untergrundbahn (1949) wordt hij gezien als een van de belangrijkste dichters van zijn generatie, en sinds het hoorspel Träume (1951) als de beste Duitse hoorspelschrijver. Hij vertaalde ook Chinese poëzie in Lyrik des Ostens en schreef teksten voor poppenspelen. Hij was gehuwd met de Duitse schrijfster Ilse Aichinger. Zijn werk werd vaak bekroond. Zo ontving hij de Hörspielpreis der Kriegsblinden, de Georg-Büchner-Preis (1959) en de Schillerpreis
(1968).

## Boeken
- Rebellion in der Goldstadt - 1940
- Züge im Nebel - 1947 (proza)
- Abgelegene Gehöfte - 1948 (poëzie)
- Untergrundbahn - 1949 (poëzie)
- Botschaften des Regens - 1955 (poëzie)
- Stimmen - 1958 (7 hoorspelen)
- Zu den Akten - 1964 (poëzie)
- Anlässe und Steingärten - 1966 (poëzie)
- Maulwürfe - 1968 (proza)
- Ein Tibeter in meinem Büro - 1970 (proza)
- Nach Seumes Papieren - 1972 (poëzie) (postuum)
- Gesammelte Werke in vier Bänden, Frankfurt/Main (Suhrkamp) - 1991

Band I: Die Gedichte. Die Maulwürfe
Band II: Die Hörspiele 1
Band III: Die Hörspiele 2
Band IV: Vermischte Schriften
- Sämtliche Gedichte, Frankfurt/Main (Suhrkamp) 2006

## Hoorspelen (tussen haakjes de Nederlandse versies)
- Leben und Sterben des großen Sängers Enrico Caruso (samen mit Martin Raschke , 1931)
- Ein Traum am Edsin-Gol (1932 , voor het eerst uitgezonden in 1950) (Droom op Edsin-Gol, 1962)
- Die Glücksritter (1933)
- Schritte zu Andreas (1935)
- Das kalte Herz (1935)
- Weizenkantate (1936)
- Fährten in der Prärie (1936)
- Radium (1937)
- Rebellion in der Goldstadt (1940)
- Die Glücksschuhe (1949)
- Die gekaufte Prüfung (1950)
- Das Diamantenhalsband (1950)
- Geh nicht nach El Kuwehd oder Der zweifache Tod des Kaufmanns Mohallab (1950)
- Weizen (1950)
- Träume (1950) (Dromen (hoorspel), 1967)
- Sabeth (Sabeth oder Die Gäste im schwarzen Rock) (1951) (Sabeth of De zwartgerokte gasten, 1966)
- Reparaturwerkstatt Muck (1951)
- Fis mit Obertönen. Ein groteskes Spiel (1951) (Fis met boventonen, 1963)
- Unterm Birnbaum (1951)
- Verweile Wanderer (1951)
- Die Andere und ich (1952) (De andere en ik, 1959 en 1976)
- Blick auf Venedig (1952)
- Der Tiger Jussuf (1952)
- Die Gäste des Herrn Birowski (1952)
- Die Mädchen aus Viterbo (1953) (De meisjes uit Viterbo, 1956)
- Das Jahr Lazertis (1954)
- Beatrice und Juana (1954)
- Zinngeschrei (1955)
- Der letzte Tag von Lissabon (samen met Ilse Aichinger, 1956) (De laatste dag van Lissabon, 1968)
- Das lachende Mädchen (1956)
- Die Stunde des Huflattichs (1958)
- Unter Wasser (poppenspel (1959)
- Die Brandung vor Setúbal (1957)
- Allah hat hundert Namen (1957)
- Omar und Omar (1957) (Omar en Omar, 1968)
- Philidors Verteidigung (1958)
- Festianus Märtyrer (1958)
- Der konfuse Zauberer (1962)
- Man bittet zu läuten (1964)
- Zeit und Kartoffeln (1972)